# Happiness (Vanessa Williams-låt)
"Happiness" är en låt framförd av den amerikanska artisten Vanessa L. Williams, skriven av James Harris III, Terry Lewis och John Smith. Låten producerades av duon Jimmy Jam & Terry Lewis till Williams femte studioalbum Next (1997).
"Happiness" är en R&B-låt i upptempo där framföraren avvisar en "tråkig" älskare och sjunger att "hon är den enda som är ansvarig för sin egen lycka". Låten blev sångerskans återkomst efter en lång problematisk skilsmässa. I en intervju med Ebony Magazine avslöjade sångerskan att låttexten endast tog 40 minuter att skriva. "Terry frågade hur jag kände mig och jag svarade; 'Terry, jag känner mig bara så glad'." Låten samplar "I Can't Wait" av R&B-gruppen Nu Shooz och Funkadelics "(Not Just) Knee Deep". "Happiness" gavs ut som den ledande singeln från Williams album den 24 juni 1997. Singeln blev aldrig någon stor framgång och tog sig varken in på Billboard Hot 100 eller Hot R&B/Hip-Hop Songs. Sångerskans låt hade dock skapliga framgångar på amerikanska radiostationer och klättrade därför till en 38:e plats på Billboards Hot R&B Airplay. Oktobers utgåva av Billboard Magazine visade att låten sammanlagt, fram till dess, legat åtta veckor på listan. Internationellt nådde "Happiness" en 8:e plats på Japans Tokio Hot 100 och en 49:e plats på Nya Zeelands RIANZ. 
Musikvideon till singeln filmades i en stor herrgård och visar Williams framföra dansrutiner med bakgrundsdansare. Musikvideon nådde en 21:a plats på TV-kanalen BET.

## Format och innehållsförteckningar
| - Europeisk CD/Maxi-singel 1. "Happiness" (Radio Edit) - 3:55 2. "Happiness" (Morales Def Club Mix) - 7:36 3. "Happiness" (Morales Dubiness Mix) - 7:38 4. "Happiness" (Album Version) - 4:27 - Amerikansk vinylsingel 1. "Happiness" - 4:27 2. "Happiness" (Instrumental) - 4:27 3. "Happiness" (TV Track) - 4:27 4. "Happiness" (Acapella) - 4:04 | - Japansk CD/Maxi-singel 1. "Happiness" (Album Version) - 4:27 2. "First Thing On Your Mind" (Album Version) - 3:57 3. "Happiness" (Radio Morales) - 3:22 4. "Happiness" (Dubiness Mix) - 7:38 |

## Topplistor
| Lista (1997)          | Topplacering |
| --------------------- | ------------ |
| Japan (Tokio Hot 100) | 8            |
| Nya Zeeland (RIANZ)   | 49           |
| USA (Hot R&B Airplay) | 38           |